# 翁長聖
翁長 聖（おなが ひじり、1995年2月23日 - ）は、兵庫県加古川市出身のプロサッカー選手。Jリーグ・V・ファーレン長崎所属。ポジションはディフェンダー、ミッドフィールダー、フォワード。

## 来歴
高校は帝京第三高等学校に入学。1年生時からレギュラーであった。2年生時には第66回国民体育大会に山梨県代表として出場。個人としては、2-0で勝利した福島県代表戦でMOMに選出されている。チームとしては2回戦で千葉県代表に3-0で負けて敗退している。3年次に全国高等学校総合体育大会サッカー競技大会に自身初出場。背番号10を背負い臨んだ。チームは当時世代別日本代表の植田直通が主将であった熊本県立大津高等学校を1回戦で破り、3回戦まで進むも、立正大学淞南高等学校に3-1で敗退した。チームは3回戦敗退に終わったが、個人としては、大会優秀選手に選出されている。
2016年に行われた第30回デンソーカップチャレンジサッカー宮崎大会では関東大学選抜Aチームに選出され、決勝進出を果たすも、決勝での出場はなく、チームも関西選抜に3-1で敗れ、惜しくも2位に終わった。
2016年12月22日、J2・V・ファーレン長崎への2017シーズンからの加入が発表された。高校、大学時代はFW登録であったが、V・ファーレン長崎では、MF登録となっている。2017年3月18日、J2第4節のツエーゲン金沢戦でプロ、Jリーグでの初得点を決めた。そのゴールが決勝点となり、チームは勝利した。そのゴールは、J2MYベストゴールに選出された。
2020年、大宮アルディージャへ完全移籍。
2021年12月29日、FC町田ゼルビアへの完全移籍が発表された。
2024年1月6日、東京ヴェルディへの完全移籍が発表された。

## 所属クラブ
- 加古川神野SC U-12 [1]
- 神野SC[1]
- 帝京第三高等学校[1]
- 中央大学[1]
- 2017年 - 2019年  V・ファーレン長崎[1]
- 2020年 - 2021年  大宮アルディージャ[1]
- 2022年 - 2023年  FC町田ゼルビア[1]
- 2024年 - 2025年  東京ヴェルディ
- 2025年7月 -  V・ファーレン長崎

## 個人成績
| 国内大会個人成績 | 国内大会個人成績 | 国内大会個人成績 | 国内大会個人成績 | 国内大会個人成績 | 国内大会個人成績 | 国内大会個人成績 | 国内大会個人成績 | 国内大会個人成績 | 国内大会個人成績 | 国内大会個人成績 | 国内大会個人成績 |
| 年度             | クラブ           | 背番号           | リーグ           | リーグ戦         | リーグ戦         | リーグ杯         | リーグ杯         | オープン杯       | オープン杯       | 期間通算         | 期間通算         |
| 年度             | クラブ           | 背番号           | リーグ           | 出場             | 得点             | 出場             | 得点             | 出場             | 得点             | 出場             | 得点             |
| 日本             | 日本             | 日本             | 日本             | リーグ戦         | リーグ戦         | リーグ杯         | リーグ杯         | 天皇杯           | 天皇杯           | 期間通算         | 期間通算         |
| ---------------- | ---------------- | ---------------- | ---------------- | ---------------- | ---------------- | ---------------- | ---------------- | ---------------- | ---------------- | ---------------- | ---------------- |
| 2017             | 長崎             | 28               | J2               | 38               | 4                | -                | -                | 0                | 0                | 38               | 4                |
| 2018             | 長崎             | 28               | J1               | 34               | 2                | 0                | 0                | 2                | 0                | 36               | 2                |
| 2019             | 長崎             | 28               | J2               | 24               | 0                | 7                | 1                | 4                | 0                | 35               | 1                |
| 2020             | 大宮             | 22               | J2               | 32               | 2                | -                | -                | -                | -                | 32               | 2                |
| 2021             | 大宮             | 22               | J2               | 28               | 0                | -                | -                | 1                | 0                | 29               | 0                |
| 2022             | 町田             | 22               | J2               | 42               | 0                | -                | -                | 1                | 0                | 43               | 0                |
| 2023             | 町田             | 22               | J2               | 39               | 3                | -                | -                | 0                | 0                | 39               | 3                |
| 2024             | 東京V            | 22               | J1               | 37               | 4                | 0                | 0                | 2                | 0                | 39               | 4                |
| 2025             | 東京V            | 22               | J1               | 24               | 0                | 5                | 0                | 1                | 0                | 30               | 0                |
| 2025             | 長崎             | 50               | J2               |                  |                  | -                | -                | -                | -                |                  |                  |
| 通算             | 日本             | 日本             | J1               | 95               | 6                | 5                | 0                | 5                | 0                | 105              | 6                |
| 通算             | 日本             | 日本             | J2               | 203              | 9                | 7                | 1                | 6                | 0                | 216              | 10               |
| 総通算           | 総通算           | 総通算           | 総通算           | 298              | 15               | 12               | 1                | 11               | 0                | 321              | 16               |

- Jリーグ初出場 - 2017年2月26日 J2第1節・ザスパクサツ群馬戦（トランスコスモススタジアム長崎）
- Jリーグ初得点 - 2017年3月18日 J2第4節・ツエーゲン金沢戦（トランスコスモススタジアム長崎）[14]

## タイトル

### クラブ
FC町田ゼルビア
- J2リーグ：1回（2023年）

### 個人タイトル
- 第47回全国高等学校総合体育大会サッカー競技大会優秀選手 [8]

## 代表・選抜歴
- 第66回国民体育大会山梨県代表
- 第30回デンソーカップチャレンジサッカー宮崎大会・関東大学選抜Aチーム[9][10]